# رونت
رونت (Runet) (Рунет) اختصار يستخدم للدلالة على مجتمع الانترنت الروسي. مؤلف من شقين رو (من روسيا) نت (من إنترنت).
للمستخدمين العاديين، رونت مصطلح يدل على المحتوى المتوفر على الإنترنت باللغة الروسية بدون لغات أخرى أو مواقع التجارة الإلكترونية التي تقدم خدماتها في روسيا.